# تشاي كندي (كليبر)
تشاي كندي هي قرية في مقاطعة كليبر، إيران. عدد سكان هذه القرية هو 523 في سنة 2006.